# 2013–2014-es Európa-liga (csoportkör)
A 2013–2014-es Európa-liga csoportkörének mérkőzéseit 2013. szeptember 19. és december 12. között játszották le.

## Résztvevők
A csoportkörben a rangsor szerinti első hét ország kupagyőztes csapata, valamint a 2013–2014-es Európa-liga selejtezőjéből a rájátszás 31 győztes csapata, és a 2013–2014-es UEFA-bajnokok ligája selejtezőjéből a rájátszás 10 vesztes csapata vett részt.
Az Európa-liga rájátszásából 29, az UEFA-bajnokok ligája rájátszásából 9, valamint 3 csapat kizárások miatt vehetett részt a csoportkörben.
- Makkabi Tel-Aviv: 2013. augusztus 14-én az UEFA kizárta az ukrán Metaliszt Harkiv csapatát az európai kupasorozatokból egy 2008-ban lejátszott mérkőzés manipulálása miatt. A döntés értelmében a PAÓK a BL rájátszásába került. Emiatt az Európa ligában a már kisorsolt Makkabi Tel-Aviv–PAÓK párharcot törölték és a Makkabi játék nélkül az Európa-liga csoportkörébe került.[1] A Harkiv a Nemzetközi Sportdöntőbírósághoz (CAS) fordult, amely azonban elutasította az ukrán csapat beadványát.[2]
- APÓEL: a Nemzetközi Sportdöntőbíróság (CAS) jogerős döntéssel, az UEFA korábbi döntését helybenhagyva 2013. augusztus 28-án kizárta a török Fenerbahçe csapatát, amely az UEFA-bajnokok ligája rájátszásának egyik vesztes csapat volt.[3] A helyére az Európa-liga rájátszásának vesztes csapatai közül sorsoltak, „szerencsés vesztesként” a ciprusi APÓEL került.
- Tromsø IL: a CAS a török Beşiktaş csapatát kizárta, az UEFA korábbi döntését helybenhagyva, a helyére az Európa-liga rájátszásában legyőzött ellenfele, a norvég Tromsø IL került.[4]

## Fordulók és időpontok
| Forduló        | Sorsolás dátuma              | Mérkőzésnapok        |
| -------------- | ---------------------------- | -------------------- |
| 1. mérkőzésnap | 2013. augusztus 20. (Monaco) | 2013. szeptember 19. |
| 2. mérkőzésnap | 2013. augusztus 20. (Monaco) | 2013. október 3.     |
| 3. mérkőzésnap | 2013. augusztus 20. (Monaco) | 2013. október 24.    |
| 4. mérkőzésnap | 2013. augusztus 20. (Monaco) | 2013. november 7.    |
| 5. mérkőzésnap | 2013. augusztus 20. (Monaco) | 2013. november 28.   |
| 6. mérkőzésnap | 2013. augusztus 20. (Monaco) | 2013. december 12.   |

## Sorsolás
A csoportokat 2013. augusztus 30-án sorsolták Monacóban.
| Csapat                   | Együttható | Kalap |
| ------------------------ | ---------- | ----- |
| Valencia CF              | 102,605    | 1     |
| Olympique Lyonnais       | 95,800     | 1     |
| Tottenham Hotspur        | 69,592     | 1     |
| Dinamo Kijiv             | 68,951     | 1     |
| PSV Eindhoven            | 64,945     | 1     |
| Girondins de Bordeaux    | 59,800     | 1     |
| Rubin Kazany             | 58,266     | 1     |
| Sevilla FC               | 55,105     | 1     |
| Standard de Liège        | 45,880     | 1     |
| Fiorentina               | 42,829     | 1     |
| Lazio                    | 41,829     | 1     |
| AZ                       | 39,445     | 1     |
| APÓEL                    | 35,366     | 2     |
| PAÓK                     | 28,800     | 2     |
| Red Bull Salzburg        | 28,075     | 2     |
| KRC Genk                 | 26,880     | 2     |
| Dinamo Zagreb            | 25,916     | 2     |
| Dnyipro Dnyipropetrovszk | 23,951     | 2     |
| Trabzonspor              | 21,400     | 2     |
| Anzsi Mahacskala         | 20,266     | 2     |
| Real Betis               | 17,605     | 2     |
| Wigan Athletic           | 16,592     | 2     |
| Swansea City             | 16,592     | 2     |
| SC Freiburg              | 15,922     | 2     |

| Csapat               | Együttható | Kalap |
| -------------------- | ---------- | ----- |
| Eintracht Frankfurt  | 15,922     | 3     |
| Vitória de Guimarães | 14,333     | 3     |
| Legia Warszawa       | 13,650     | 3     |
| Makkabi Haifa        | 13,575     | 3     |
| Rapid Wien           | 13,075     | 3     |
| Paços de Ferreira    | 12,833     | 3     |
| Estoril Praia        | 11,833     | 3     |
| Sheriff Tiraspol     | 11,533     | 3     |
| Csornomorec Odesza   | 9,951      | 3     |
| NK Maribor           | 9,941      | 3     |
| Kubany Krasznodar    | 9,266      | 3     |
| Elfsborg             | 8,125      | 3     |
| Makkabi Tel-Aviv     | 8,075      | 4     |
| Slovan Liberec       | 7,745      | 4     |
| FC Thun              | 7,285      | 4     |
| Zulte-Waregem        | 6,880      | 4     |
| AÉ Lemeszú           | 6,366      | 4     |
| Tromsø IL            | 6,335      | 4     |
| FC St. Gallen        | 5,785      | 4     |
| Esbjerg fB           | 5,140      | 4     |
| Rijeka               | 4,916      | 4     |
| Pandurii Târgu Jiu   | 4,604      | 4     |
| Ludogorec Razgrad    | 3,450      | 4     |
| Sahter Karagandi     | 2,941      | 4     |

## Csoportok
A csoportkörben 12, egyaránt négycsapatos csoportot képeztek. A csoportokban a csapatok körmérkőzéses, oda-visszavágós rendszerben mérkőztek meg egymással. A csoportok első két helyén végző csapata az egyenes kieséses szakaszba jutott, a harmadik és negyedik helyezettek kiestek.

### Sorrend meghatározása
Az UEFA versenyszabályzata alapján, ha két vagy több csapat a csoportmérkőzések után azonos pontszámmal állt, az alábbiak alapján kellett meghatározni a sorrendet:
1. az azonosan álló csapatok mérkőzésein szerzett több pont
2. az azonosan álló csapatok mérkőzésein elért jobb gólkülönbség
3. az azonosan álló csapatok mérkőzésein idegenben szerzett több gól
4. az összes mérkőzésen elért jobb gólkülönbség
5. az összes mérkőzésen szerzett több gól
6. az azonosan álló csapatok és nemzeti szövetségük jobb UEFA-együtthatója az elmúlt öt évben

| Színmagyarázat                                                          |
| ----------------------------------------------------------------------- |
| A csoportok első két helyezettje bejutott az egyenes kieséses szakaszba |
| A csoportok harmadik és negyedik helyezettjei kiestek.                  |

Minden időpont közép-európai idő/közép-európai nyári idő szerint van feltüntetve.

### A csoport
| Csapat            | M | Gy | D | V | G+ | G– | Gk | P  |
| ----------------- | - | -- | - | - | -- | -- | -- | -- |
| Valencia CF       | 6 | 4  | 1 | 1 | 12 | 7  | +5 | 13 |
| Swansea City      | 6 | 2  | 2 | 2 | 6  | 4  | +2 | 8  |
| Kubany Krasznodar | 6 | 1  | 3 | 2 | 7  | 7  | 0  | 6  |
| FC St. Gallen     | 6 | 2  | 0 | 4 | 6  | 13 | –7 | 6  |

|                   | VAL | SWA | KUB | STG |
| ----------------- | --- | --- | --- | --- |
| Valencia CF       |     | 0–3 | 1–1 | 5–1 |
| Swansea City      | 0–1 |     | 1–1 | 1–0 |
| Kubany Krasznodar | 0–2 | 1–1 |     | 4–0 |
| FC St. Gallen     | 2–3 | 1–0 | 2–0 |     |

| 2013. szeptember 19. 19:00 |

| Valencia CF | 0–3               | Swansea City                     |
| ----------- | ----------------- | -------------------------------- |
|             | (0–1) Jegyzőkönyv | Bony 14' Michu 58' De Guzmán 62' |

| Estadio Mestalla, Valencia Játékvezető: Serge Gumienny (belga) |

| 2013. szeptember 19. 19:00 |

| FC St. Gallen            | 2–0               | Kubany Krasznodar |
| ------------------------ | ----------------- | ----------------- |
| Karanović 56' Mathys 76' | (0–0) Jegyzőkönyv |                   |

| AFG Arena, Sankt Gallen Játékvezető: Paweł Gil (lengyel) |

| 2013. október 3. 21:05 |

| Kubany Krasznodar | 0–2               | Valencia CF              |
| ----------------- | ----------------- | ------------------------ |
|                   | (0–0) Jegyzőkönyv | Alcácer 73' Feghouli 81' |

| Kubany Stadion, Krasznodar Játékvezető: Marijo Strahonja (horvát) |

| 2013. október 3. 21:05 |

| Swansea City  | 1–0               | FC St. Gallen |
| ------------- | ----------------- | ------------- |
| Routledge 52' | (0–0) Jegyzőkönyv |               |

| Liberty Stadion, Swansea Játékvezető: Duarte Gomes (portugál) |

| 2013. október 24. 21:05 |

| Swansea City | 1–1               | Kubany Krasznodar      |
| ------------ | ----------------- | ---------------------- |
| Michu 68'    | (0–0) Jegyzőkönyv | Cissé 90+3' (11-esből) |

| Liberty Stadion, Swansea Játékvezető: Kristinn Jakobsson (izlandi) |

| 2013. október 24. 21:05 |

| Valencia CF                                        | 5–1               | FC St. Gallen |
| -------------------------------------------------- | ----------------- | ------------- |
| Alcácer 12' Cartabia 21' 30' Costa 33' Canales 71' | (4–0) Jegyzőkönyv | Nater 74'     |

| Estadio Mestalla, Valencia Játékvezető: Pol van Boekel (holland) |

| 2013. november 7. 19:00 |

| Kubany Krasznodar | 1–1               | Swansea City |
| ----------------- | ----------------- | ------------ |
| Baldé 90+2'       | (0–1) Jegyzőkönyv | Bony 9'      |

| Kubany Stadion, Krasznodar Játékvezető: Robert Schörgenhofer (osztrák) |

| 2013. november 7. 19:00 |

| FC St. Gallen           | 2–3               | Valencia CF                |
| ----------------------- | ----------------- | -------------------------- |
| Besle 37' Karanović 66' | (1–1) Jegyzőkönyv | Piatti 30' 76' Canales 86' |

| AFG Arena, Sankt Gallen Játékvezető: Aleksei Kulbakov (fehérorosz) |

| 2013. november 28. 21:05 |

| Swansea City | 0–1               | Valencia CF |
| ------------ | ----------------- | ----------- |
|              | (0–1) Jegyzőkönyv | Parejo 20'  |

| Liberty Stadion, Swansea Játékvezető: Anasztásziosz Kákosz (görög) |

| 2013. november 28. 21:05 |

| Kubany Krasznodar                        | 4–0               | FC St. Gallen |
| ---------------------------------------- | ----------------- | ------------- |
| Melgarejo 3' 71' Ignatyev 54' Kaboré 90' | (1–0) Jegyzőkönyv |               |

| Kubany Stadion, Krasznodar Játékvezető: Luca Banti (olasz) |

| 2013. december 12. 19:00 |

| Valencia CF | 1–1               | Kubany Krasznodar |
| ----------- | ----------------- | ----------------- |
| Alcácer 67' | (0–0) Jegyzőkönyv | Melgarejo 84'     |

| Estadio Mestalla, Valencia Játékvezető: Miroslav Zelinka (cseh) |

| 2013. december 12. 19:00 |

| FC St. Gallen | 1–0               | Swansea City |
| ------------- | ----------------- | ------------ |
| Mathys 80'    | (0–0) Jegyzőkönyv |              |

| AFG Arena, Sankt Gallen Játékvezető: Liran Liany (izraeli) |

### B csoport
| Csapat             | M | Gy | D | V | G+ | G– | Gk | P  |
| ------------------ | - | -- | - | - | -- | -- | -- | -- |
| Ludogorec Razgrad  | 6 | 5  | 1 | 0 | 11 | 2  | +9 | 16 |
| Csornomorec Odesza | 6 | 3  | 1 | 2 | 6  | 6  | 0  | 10 |
| PSV Eindhoven      | 6 | 2  | 1 | 3 | 4  | 5  | –1 | 7  |
| Dinamo Zagreb      | 6 | 0  | 1 | 5 | 3  | 11 | –8 | 1  |

|                    | PSV | ZAG | ODE | RAZ |
| ------------------ | --- | --- | --- | --- |
| PSV Eindhoven      |     | 2–0 | 0–1 | 0–2 |
| Dinamo Zagreb      | 0–0 |     | 1–2 | 1–2 |
| Csornomorec Odesza | 0–2 | 2–1 |     | 0–1 |
| Ludogorec Razgrad  | 2–0 | 3–0 | 1–1 |     |

| 2013. szeptember 19. 19:00 |

| Dinamo Zagreb | 1–2               | Csornomorec Odesza         |
| ------------- | ----------------- | -------------------------- |
| Fernándes 43' | (1–0) Jegyzőkönyv | Antonov 62' Dja Djédjé 65' |

| Maksimir Stadion, Zágráb Játékvezető: Hüseyin Göçek (török) |

| 2013. szeptember 19. 19:00 |

| PSV Eindhoven | 0–2               | Ludogorec Razgrad       |
| ------------- | ----------------- | ----------------------- |
|               | (0–0) Jegyzőkönyv | Bezjak 60' Misidjan 74' |

| Philips Stadion, Eindhoven Játékvezető: Ivan Kružliak (szlovák) |

| 2013. október 3. 21:05 |

| Ludogorec Razgrad                           | 3–0               | Dinamo Zagreb |
| ------------------------------------------- | ----------------- | ------------- |
| Juninho Quixadá 12' Misidjan 34' Dyakov 61' | (2–0) Jegyzőkönyv |               |

| Vaszil Levszki Nemzeti Stadion, Szófia Játékvezető: Stephan Studer (svájci) |

| 2013. október 3. 21:05 |

| Csornomorec Odesza | 0–2               | PSV Eindhoven           |
| ------------------ | ----------------- | ----------------------- |
|                    | (0–1) Jegyzőkönyv | Depay 13' Jozefzoon 88' |

| Csornomorec Stadion, Odessza Játékvezető: Liran Liany (izraeli) |

| 2013. október 24. 21:05 |

| Csornomorec Odesza | 0–1               | Ludogorec Razgrad |
| ------------------ | ----------------- | ----------------- |
|                    | (0–1) Jegyzőkönyv | Zlatinski 45'     |

| Csornomorec Stadion, Odessza Játékvezető: Alexandru Tudor (román) |

| 2013. október 24. 21:05 |

| Dinamo Zagreb | 0–0         | PSV Eindhoven |
| ------------- | ----------- | ------------- |
|               | Jegyzőkönyv |               |

| Maksimir Stadion, Zágráb Játékvezető: Paweł Gil (lengyel) |

| 2013. november 7. 19:00 |

| Ludogorec Razgrad   | 1–1               | Csornomorec Odesza |
| ------------------- | ----------------- | ------------------ |
| Juninho Quixadá 47' | (0–0) Jegyzőkönyv | Gai 64'            |

| Vaszil Levszki Nemzeti Stadion, Szófia Játékvezető: Stefan Johannesson (svéd) |

| 2013. november 7. 19:00 |

| PSV Eindhoven          | 2–0               | Dinamo Zagreb |
| ---------------------- | ----------------- | ------------- |
| Maher 29' Toivonen 57' | (1–0) Jegyzőkönyv |               |

| Philips Stadion, Eindhoven Játékvezető: Cristian Balaj (román) |

| 2013. november 28. 21:05 |

| Csornomorec Odesza        | 2–1               | Dinamo Zagreb |
| ------------------------- | ----------------- | ------------- |
| Antonov 78' Didenko 90+1' | (0–1) Jegyzőkönyv | Bećiraj 20'   |

| Csornomorec Stadion, Odessza Játékvezető: Felix Zwayer (német) |

| 2013. november 28. 21:05 |

| Ludogorec Razgrad | 2–0               | PSV Eindhoven |
| ----------------- | ----------------- | ------------- |
| Bezjak 38' 79'    | (1–0) Jegyzőkönyv |               |

| Vaszil Levszki Nemzeti Stadion, Szófia Játékvezető: Nicola Rizzoli (olasz) |

| 2013. december 12. 19:00 |

| Dinamo Zagreb | 1–2               | Ludogorec Razgrad    |
| ------------- | ----------------- | -------------------- |
| Čop 45+1'     | (1–1) Jegyzőkönyv | Abalo 28' Bezjak 72' |

| Maksimir Stadion, Zágráb Játékvezető: Vladislav Bezborodov (orosz) |

| 2013. december 12. 19:00 |

| PSV Eindhoven | 0–1               | Csornomorec Odesza |
| ------------- | ----------------- | ------------------ |
|               | (0–0) Jegyzőkönyv | Dja Djédjé 59'     |

| Philips Stadion, Eindhoven Játékvezető: Carlos Clos Gómez (spanyol) |

### C csoport
| Csapat            | M | Gy | D | V | G+ | G– | Gk  | P  |
| ----------------- | - | -- | - | - | -- | -- | --- | -- |
| Red Bull Salzburg | 6 | 6  | 0 | 0 | 15 | 3  | +12 | 18 |
| Esbjerg fB        | 6 | 4  | 0 | 2 | 8  | 8  | 0   | 12 |
| Elfsborg          | 6 | 1  | 1 | 4 | 5  | 10 | –5  | 4  |
| Standard de Liège | 6 | 0  | 1 | 5 | 6  | 13 | –7  | 1  |

|                   | STA | SAL | ELF | ESB |
| ----------------- | --- | --- | --- | --- |
| Standard de Liège |     | 1–3 | 1–3 | 1–2 |
| Red Bull Salzburg | 2–1 |     | 4–0 | 3–0 |
| Elfsborg          | 1–1 | 0–1 |     | 1–2 |
| Esbjerg fB        | 2–1 | 1–2 | 1–0 |     |

| 2013. szeptember 19. 19:00 |

| Red Bull Salzburg                       | 4–0               | Elfsborg |
| --------------------------------------- | ----------------- | -------- |
| Alan 36' Soriano 44' (11-esből) 69' 79' | (2–0) Jegyzőkönyv |          |

| Red Bull Arena, Salzburg Játékvezető: Leóntiosz Tráttu (ciprusi) |

| 2013. szeptember 19. 19:00 |

| Standard de Liège | 1–2               | Esbjerg fB                  |
| ----------------- | ----------------- | --------------------------- |
| Mujangi Bia 74'   | (0–0) Jegyzőkönyv | Van Buren 63' Bakenga 90+5' |

| Stade Maurice Dufrasne, Liège Játékvezető: Gediminas Mažeika (litván) |

| 2013. október 3. 21:05 |

| Esbjerg fB | 1–2               | Red Bull Salzburg |
| ---------- | ----------------- | ----------------- |
| Diouf 89'  | (0–2) Jegyzőkönyv | Alan 6' 38'       |

| Blue Water Arena, Esbjerg Játékvezető: Jorge Sousa (portugál) |

| 2013. október 3. 21:05 |

| Elfsborg     | 1–1               | Standard de Liège |
| ------------ | ----------------- | ----------------- |
| Claesson 23' | (1–0) Jegyzőkönyv | Mujangi Bia 62'   |

| Borås Arena, Borås Játékvezető: Tony Chapron (francia) |

| 2013. október 24. 21:05 |

| Elfsborg    | 1–2               | Esbjerg fB       |
| ----------- | ----------------- | ---------------- |
| Jönsson 69' | (0–1) Jegyzőkönyv | Andreasen 7' 67' |

| Borås Arena, Borås Játékvezető: Michael Oliver (angol) |

| 2013. október 24. 21:05 |

| Red Bull Salzburg       | 2–1               | Standard de Liège          |
| ----------------------- | ----------------- | -------------------------- |
| Soriano 53' Ramalho 85' | (0–0) Jegyzőkönyv | Mujangi Bia 88' (11-esből) |

| Red Bull Arena, Salzburg Játékvezető: Ivan Kružliak (szlovák) |

| 2013. november 7. 19:00 |

| Esbjerg fB         | 1–0               | Elfsborg |
| ------------------ | ----------------- | -------- |
| Rohdén 71' (öngól) | (0–0) Jegyzőkönyv |          |

| Blue Water Arena, Esbjerg Játékvezető: Serhiy Boyko (ukrán) |

| 2013. november 7. 19:00 |

| Standard de Liège | 1–3               | Red Bull Salzburg               |
| ----------------- | ----------------- | ------------------------------- |
| M'Poku 55'        | (0–2) Jegyzőkönyv | Švento 42' Kampl 45+1' Alan 59' |

| Stade Maurice Dufrasne, Liège Játékvezető: Aleksei Nikolaev (orosz) |

| 2013. november 28. 21:05 |

| Elfsborg | 0–1               | Red Bull Salzburg |
| -------- | ----------------- | ----------------- |
|          | (0–1) Jegyzőkönyv | Meilinger 39'     |

| Borås Arena, Borås Játékvezető: Kristo Tohver (észt) |

| 2013. november 28. 21:05 |

| Esbjerg fB        | 2–1               | Standard de Liège |
| ----------------- | ----------------- | ----------------- |
| Van Buren 18' 79' | (1–0) Jegyzőkönyv | De Camargo 53'    |

| Blue Water Arena, Esbjerg Játékvezető: Cristian Balaj (román) |

| 2013. december 12. 19:00 |

| Red Bull Salzburg      | 3–0               | Esbjerg fB |
| ---------------------- | ----------------- | ---------- |
| Mané 19' 63' Kampl 58' | (1–0) Jegyzőkönyv |            |

| Red Bull Arena, Salzburg Játékvezető: Bülent Yıldırım (török) |

| 2013. december 12. 19:00 |

| Standard de Liège | 1–3               | Elfsborg                     |
| ----------------- | ----------------- | ---------------------------- |
| Mbombo 31'        | (1–1) Jegyzőkönyv | Nilsson 41' 46' Beckmann 52' |

| Stade Maurice Dufrasne, Liège Játékvezető: Steven McLean (skót) |

### D csoport
| Csapat         | M | Gy | D | V | G+ | G– | Gk  | P  |
| -------------- | - | -- | - | - | -- | -- | --- | -- |
| Rubin Kazany   | 6 | 4  | 2 | 0 | 14 | 4  | +10 | 14 |
| NK Maribor     | 6 | 2  | 1 | 3 | 9  | 12 | –3  | 7  |
| Zulte-Waregem  | 6 | 2  | 1 | 3 | 4  | 10 | –6  | 7  |
| Wigan Athletic | 6 | 1  | 2 | 3 | 6  | 7  | –1  | 5  |

|                | KAZ | WIG | MAR | WAR |
| -------------- | --- | --- | --- | --- |
| Rubin Kazany   |     | 1–0 | 1–1 | 4–0 |
| Wigan Athletic | 1–1 |     | 3–1 | 1–2 |
| NK Maribor     | 2–5 | 2–1 |     | 0–1 |
| Zulte-Waregem  | 0–2 | 0–0 | 1–3 |     |

| 2013. szeptember 19. 19:00 |

| Zulte-Waregem | 0–0         | Wigan Athletic |
| ------------- | ----------- | -------------- |
|               | Jegyzőkönyv |                |

| Jan Breydel Stadion, Brugge Játékvezető: Marcin Borski (lengyel) |

| 2013. szeptember 19. 18:00 |

| NK Maribor          | 2–5               | Rubin Kazany                                                      |
| ------------------- | ----------------- | ----------------------------------------------------------------- |
| Milec 35' Fajić 73' | (1–2) Jegyzőkönyv | Gökdeniz 23' Marcano 27' Eremenko 69' Rondón 90' Ryazantsev 90+4' |

| Stadion Ljudski vrt, Maribor Játékvezető: Pol van Boekel (holland) |

| 2013. október 3. 21:05 |

| Rubin Kazany                                              | 4–0               | Zulte-Waregem |
| --------------------------------------------------------- | ----------------- | ------------- |
| Duplus 60' (öngól) Eremenko 73' Ryazantsev 81' Natkho 89' | (0–0) Jegyzőkönyv |               |

| Központi Stadion, Kazany Játékvezető: Kristo Tohver (észt) |

| 2013. október 3. 21:05 |

| Wigan Athletic              | 3–1               | NK Maribor  |
| --------------------------- | ----------------- | ----------- |
| Powell 22' 90+1' Watson 34' | (2–0) Jegyzőkönyv | Tavares 60' |

| DW Stadion, Wigan Játékvezető: Alekszandar Sztavrev (macedón) |

| 2013. október 24. 21:05 |

| Wigan Athletic | 1–1               | Rubin Kazany  |
| -------------- | ----------------- | ------------- |
| Powell 40'     | (1–1) Jegyzőkönyv | Prudnikov 15' |

| DW Stadion, Wigan Játékvezető: Florian Meyer (német) |

| 2013. október 24. 21:05 |

| Zulte-Waregem | 1–3               | NK Maribor                      |
| ------------- | ----------------- | ------------------------------- |
| De Fauw 12'   | (1–2) Jegyzőkönyv | Črnic 21' Mertelj 34' Mezga 49' |

| Jan Breydel Stadion, Brugge Játékvezető: Stephan Studer (svájci) |

| 2013. november 7. 18:00 |

| Rubin Kazany | 1–0               | Wigan Athletic |
| ------------ | ----------------- | -------------- |
| Kuzmin 22'   | (1–0) Jegyzőkönyv |                |

| Központi Stadion, Kazany Játékvezető: Hüseyin Göçek (török) |

| 2013. november 7. 19:00 |

| NK Maribor | 0–1               | Zulte-Waregem         |
| ---------- | ----------------- | --------------------- |
|            | (0–1) Jegyzőkönyv | Hazard 29' (11-esből) |

| Stadion Ljudski vrt, Maribor Játékvezető: Libor Kovařík (cseh) |

| 2013. november 28. 18:00 |

| Rubin Kazany | 1–1               | NK Maribor |
| ------------ | ----------------- | ---------- |
| Natkho 43'   | (1–0) Jegyzőkönyv | Mezga 86'  |

| Központi Stadion, Kazany Játékvezető: Ivan Kružliak (szlovák) |

| 2013. november 28. 21:05 |

| Wigan Athletic | 1–2               | Zulte-Waregem          |
| -------------- | ----------------- | ---------------------- |
| Barnett 7'     | (1–1) Jegyzőkönyv | Hazard 37' Malanda 88' |

| DW Stadion, Wigan Játékvezető: Ruddy Buquet (francia) |

| 2013. december 12. 19:00 |

| Zulte-Waregem | 0–2               | Rubin Kazany          |
| ------------- | ----------------- | --------------------- |
|               | (0–0) Jegyzőkönyv | Natkho 79' Rondón 85' |

| Jan Breydel Stadion, Brugge Játékvezető: Paolo Mazzoleni (olasz) |

| 2013. december 12. 19:00 |

| NK Maribor              | 2–1               | Wigan Athletic             |
| ----------------------- | ----------------- | -------------------------- |
| Mezga 43' Filipović 59' | (1–1) Jegyzőkönyv | Jordi Gómez 41' (11-esből) |

| Stadion Ljudski vrt, Maribor Játékvezető: Szymon Marciniak (lengyel) |

### E csoport
| Csapat                   | M | Gy | D | V | G+ | G– | Gk | P  |
| ------------------------ | - | -- | - | - | -- | -- | -- | -- |
| Fiorentina               | 6 | 5  | 1 | 0 | 12 | 3  | +9 | 16 |
| Dnyipro Dnyipropetrovszk | 6 | 4  | 0 | 2 | 11 | 5  | +6 | 12 |
| Paços de Ferreira        | 6 | 0  | 3 | 3 | 1  | 8  | –7 | 3  |
| Pandurii Târgu Jiu       | 6 | 0  | 2 | 4 | 3  | 11 | –8 | 2  |

|                          | FIO | DNY | FER | PAN |
| ------------------------ | --- | --- | --- | --- |
| Fiorentina               |     | 2–1 | 3–0 | 3–0 |
| Dnyipro Dnyipropetrovszk | 1–2 |     | 2–0 | 4–1 |
| Paços de Ferreira        | 0–0 | 0–2 |     | 1–1 |
| Pandurii Târgu Jiu       | 1–2 | 0–1 | 0–0 |     |

| 2013. szeptember 19. 19:00 |

| Fiorentina                        | 3–0               | Paços de Ferreira |
| --------------------------------- | ----------------- | ----------------- |
| Rodríguez 30' Matos 67' Rossi 76' | (1–0) Jegyzőkönyv |                   |

| Artemio Franchi Stadion, Firenze Játékvezető: Kevin Blom (holland) |

| 2013. szeptember 19. 19:00 |

| Pandurii Târgu Jiu | 0–1               | Dnyipro Dnyipropetrovszk |
| ------------------ | ----------------- | ------------------------ |
|                    | (0–1) Jegyzőkönyv | Rotany 38'               |

| Cluj Arena, Kolozsvár Játékvezető: Sascha Kever (svájci) |

| 2013. október 3. 21:05 |

| Dnyipro Dnyipropetrovszk | 1–2               | Fiorentina                             |
| ------------------------ | ----------------- | -------------------------------------- |
| Seleznyov 57' (11-esből) | (0–0) Jegyzőkönyv | Rodríguez 53' (11-esből) Ambrosini 73' |

| Dnyipro-Arena, Dnyipropetrovszk Játékvezető: Szymon Marciniak (lengyel) |

| 2013. október 3. 21:05 |

| Paços de Ferreira | 1–1               | Pandurii Târgu Jiu |
| ----------------- | ----------------- | ------------------ |
| Rui Miguel 49'    | (0–1) Jegyzőkönyv | Momčilović 5'      |

| Estádio do Dragão, Porto Játékvezető: Aleksei Nikolaev (orosz) |

| 2013. október 24. 21:05 |

| Paços de Ferreira | 0–2               | Dnyipro Dnyipropetrovszk   |
| ----------------- | ----------------- | -------------------------- |
|                   | (0–0) Jegyzőkönyv | Rotany 83' Konopljanka 86' |

| Estádio do Dragão, Porto Játékvezető: Tony Chapron (francia) |

| 2013. október 24. 21:05 |

| Fiorentina                         | 3–0               | Pandurii Târgu Jiu |
| ---------------------------------- | ----------------- | ------------------ |
| Joaquín 26' Matos 34' Cuadrado 69' | (2–0) Jegyzőkönyv |                    |

| Artemio Franchi Stadion, Firenze Játékvezető: Miroslav Zelinka (cseh) |

| 2013. november 7. 19:00 |

| Dnyipro Dnyipropetrovszk       | 2–0               | Paços de Ferreira |
| ------------------------------ | ----------------- | ----------------- |
| Nascimento 44' Konopljanka 66' | (1–0) Jegyzőkönyv |                   |

| Dnyipro-Arena, Dnyipropetrovszk Játékvezető: Antti Munukka (finn) |

| 2013. november 7. 19:00 |

| Pandurii Târgu Jiu | 1–2               | Fiorentina             |
| ------------------ | ----------------- | ---------------------- |
| De Oliveira 32'    | (1–0) Jegyzőkönyv | Matos 86' Valero 90+2' |

| Cluj Arena, Kolozsvár Játékvezető: Anasztásziosz Szidirópulosz (görög) |

| 2013. november 28. 21:05 |

| Paços de Ferreira | 0–0         | Fiorentina |
| ----------------- | ----------- | ---------- |
|                   | Jegyzőkönyv |            |

| Estádio do Dragão, Porto Játékvezető: Eitan Shemeulevitch (izraeli) |

| 2013. november 28. 21:05 |

| Dnyipro Dnyipropetrovszk                           | 4–1               | Pandurii Târgu Jiu  |
| -------------------------------------------------- | ----------------- | ------------------- |
| Kalinić 12' Zozulya 56' Shakhov 86' Kravchenko 89' | (1–0) Jegyzőkönyv | Eric 70' (11-esből) |

| Dnyipro-Arena, Dnyipropetrovszk Játékvezető: Leontios Trattou (ciprusi) |

| 2013. december 12. 19:00 |

| Fiorentina               | 2–1               | Dnyipro Dnyipropetrovszk |
| ------------------------ | ----------------- | ------------------------ |
| Joaquín 42' Cuadrado 77' | (1–1) Jegyzőkönyv | Konoplyanka 13'          |

| Artemio Franchi Stadion, Firenze Játékvezető: Artur Soares Dias (portugál) |

| 2013. december 12. 19:00 |

| Pandurii Târgu Jiu | 0–0         | Paços de Ferreira |
| ------------------ | ----------- | ----------------- |
|                    | Jegyzőkönyv |                   |

| Cluj Arena, Kolozsvár Játékvezető: Simon Lee Evans (walesi) |

### F csoport
| Csapat                | M | Gy | D | V | G+ | G– | Gk | P  |
| --------------------- | - | -- | - | - | -- | -- | -- | -- |
| Eintracht Frankfurt   | 6 | 5  | 0 | 1 | 13 | 4  | +9 | 15 |
| Makkabi Tel-Aviv      | 6 | 3  | 2 | 1 | 7  | 5  | +2 | 11 |
| APÓEL                 | 6 | 1  | 2 | 3 | 3  | 8  | –5 | 5  |
| Girondins de Bordeaux | 6 | 1  | 0 | 5 | 4  | 10 | –6 | 3  |

|                       | BOR | APÓ | FRA | TEL |
| --------------------- | --- | --- | --- | --- |
| Girondins de Bordeaux |     | 2–1 | 0–1 | 1–2 |
| APÓEL                 | 2–1 |     | 0–3 | 0–0 |
| Eintracht Frankfurt   | 3–0 | 2–0 |     | 2–0 |
| Makkabi Tel-Aviv      | 1–0 | 0–0 | 4–2 |     |

| 2013. szeptember 19. 19:00 |

| Eintracht Frankfurt           | 3–0               | Girondins de Bordeaux |
| ----------------------------- | ----------------- | --------------------- |
| Kadlec 4' Russ 16' Djakpa 52' | (2–0) Jegyzőkönyv |                       |

| Commerzbank-Arena, Frankfurt am Main Játékvezető: Andre Marriner (angol) |

| 2013. szeptember 19. 19:00 |

| Makkabi Tel-Aviv | 0–0         | APÓEL |
| ---------------- | ----------- | ----- |
|                  | Jegyzőkönyv |       |

| Bloomfield Stadion, Tel-Aviv Játékvezető: Carlos Clos Gómez (spanyol) |

| 2013. október 3. 21:05 |

| APÓEL | 0–3               | Eintracht Frankfurt                       |
| ----- | ----------------- | ----------------------------------------- |
|       | (0–1) Jegyzőkönyv | Alexandrou 27' (öngól) Lakić 59' Jung 66' |

| GSZP Stadion, Nicosia Játékvezető: Alexandru Tudor (román) |

| 2013. október 3. 21:05 |

| Girondins de Bordeaux | 1–2               | Makkabi Tel-Aviv       |
| --------------------- | ----------------- | ---------------------- |
| Jussiê 48'            | (0–0) Jegyzőkönyv | Yitzhaki 71' Micha 80' |

| Stade Chaban-Delmas, Bordeaux Játékvezető: Michael Koukoulakis (görög) |

| 2013. október 24. 21:05 |

| Girondins de Bordeaux | 2–1               | APÓEL         |
| --------------------- | ----------------- | ------------- |
| Sané 24' Henrique 90' | (1–1) Jegyzőkönyv | Gonçalves 45' |

| Stade Chaban-Delmas, Bordeaux Játékvezető: Martin Strömbergsson (svéd) |

| 2013. október 24. 21:05 |

| Eintracht Frankfurt  | 2–0               | Makkabi Tel-Aviv |
| -------------------- | ----------------- | ---------------- |
| Kadlec 13' Meier 53' | (1–0) Jegyzőkönyv |                  |

| Commerzbank-Arena, Frankfurt am Main Játékvezető: Antonio Damato (olasz) |

| 2013. november 7. 19:00 |

| APÓEL                     | 2–1               | Girondins de Bordeaux |
| ------------------------- | ----------------- | --------------------- |
| Alexandrou 14' Morais 55' | (1–1) Jegyzőkönyv | Sané 45+2'            |

| GSZP Stadion, Nicosia Játékvezető: Sébastien Delferiere (belga) |

| 2013. november 7. 19:00 |

| Makkabi Tel-Aviv                             | 4–2               | Eintracht Frankfurt            |
| -------------------------------------------- | ----------------- | ------------------------------ |
| Zahavi 14' 90+4' (11-esből) Yitzhaki 30' 35' | (3–0) Jegyzőkönyv | Lakić 63' Meier 67' (11-esből) |

| Bloomfield Stadion, Tel-Aviv Játékvezető: Serge Gumienny (belga) |

| 2013. november 28. 21:05 |

| Girondins de Bordeaux | 0–1               | Eintracht Frankfurt |
| --------------------- | ----------------- | ------------------- |
|                       | (0–0) Jegyzőkönyv | Lanig 83'           |

| Stade Chaban-Delmas, Bordeaux Játékvezető: Alberto Undiano Mallenco (spanyol) |

| 2013. november 28. 21:05 |

| APÓEL | 0–0         | Makkabi Tel-Aviv |
| ----- | ----------- | ---------------- |
|       | Jegyzőkönyv |                  |

| GSZP Stadion, Nicosia Játékvezető: Vad István (magyar) |

| 2013. december 12. 19:00 |

| Eintracht Frankfurt    | 2–0               | APÓEL |
| ---------------------- | ----------------- | ----- |
| Schröck 68' Djakpa 77' | (0–0) Jegyzőkönyv |       |

| Commerzbank-Arena, Frankfurt am Main Játékvezető: Stephan Studer (svájci) |

| 2013. december 12. 19:00 |

| Makkabi Tel-Aviv      | 1–0               | Girondins de Bordeaux |
| --------------------- | ----------------- | --------------------- |
| Zahavi 74' (11-esből) | (0–0) Jegyzőkönyv |                       |

| Bloomfield Stadion, Tel-Aviv Játékvezető: Serhiy Boiko (ukrán) |

### G csoport
| Csapat       | M | Gy | D | V | G+ | G– | Gk | P  |
| ------------ | - | -- | - | - | -- | -- | -- | -- |
| KRC Genk     | 6 | 4  | 2 | 0 | 10 | 5  | +5 | 14 |
| Dinamo Kijiv | 6 | 3  | 1 | 2 | 11 | 7  | +4 | 10 |
| Rapid Wien   | 6 | 1  | 3 | 2 | 8  | 10 | –2 | 6  |
| FC Thun      | 6 | 1  | 0 | 5 | 3  | 10 | –7 | 3  |

|              | KIJ | GEN | RAP | THU |
| ------------ | --- | --- | --- | --- |
| Dinamo Kijiv |     | 0–1 | 3–1 | 3–0 |
| KRC Genk     | 3–1 |     | 1–1 | 2–1 |
| Rapid Wien   | 2–2 | 2–2 |     | 2–1 |
| FC Thun      | 0–2 | 0–1 | 1–0 |     |

| 2013. szeptember 19. 21:05 |

| Dinamo Kijiv | 0–1               | KRC Genk   |
| ------------ | ----------------- | ---------- |
|              | (0–0) Jegyzőkönyv | Gorius 62' |

| Olimpiai Stadion, Kijev Játékvezető: Anasztásziosz Szidirópulosz (görög) |

| 2013. szeptember 19. 21:05 |

| FC Thun          | 1–0               | Rapid Wien |
| ---------------- | ----------------- | ---------- |
| C. Schneuwly 35' | (1–0) Jegyzőkönyv |            |

| Arena Thun, Thun Játékvezető: Anasztásziosz Kákosz (görög) |

| 2013. október 3. 19:00 |

| Rapid Wien                    | 2–2               | Dinamo Kijiv                     |
| ----------------------------- | ----------------- | -------------------------------- |
| Burgstaller 53' Trimmel 90+4' | (0–2) Jegyzőkönyv | Yarmolenko 30' Dibon 34' (öngól) |

| Ernst Happel Stadion, Bécs Játékvezető: Mike Dean (angol) |

| 2013. október 3. 19:00 |

| KRC Genk              | 2–1               | FC Thun        |
| --------------------- | ----------------- | -------------- |
| Gorius 55' Vossen 63' | (0–0) Jegyzőkönyv | Martínez 90+3' |

| Cristal Arena, Genk Játékvezető: Bobby Madden (skót) |

| 2013. október 24. 19:00 |

| KRC Genk   | 1–1               | Rapid Wien   |
| ---------- | ----------------- | ------------ |
| Gorius 21' | (1–0) Jegyzőkönyv | Sabitzer 82' |

| Cristal Arena, Genk Játékvezető: Antony Gautier (francia) |

| 2013. október 24. 19:00 |

| Dinamo Kijiv                           | 3–0               | FC Thun |
| -------------------------------------- | ----------------- | ------- |
| Yarmolenko 35' Mbokani 60' Huszjev 78' | (1–0) Jegyzőkönyv |         |

| Olimpiai Stadion, Kijev Játékvezető: Halis Özkahya (török) |

| 2013. november 7. 21:05 |

| Rapid Wien     | 2–2               | KRC Genk                        |
| -------------- | ----------------- | ------------------------------- |
| Boyd 40' 45+2' | (2–1) Jegyzőkönyv | Mbodj 28' (11-esből) Buffel 60' |

| Ernst Happel Stadion, Bécs Játékvezető: Fırat Aydınus (török) |

| 2013. november 7. 21:05 |

| FC Thun | 0–2               | Dinamo Kijiv                        |
| ------- | ----------------- | ----------------------------------- |
|         | (0–1) Jegyzőkönyv | Schenkel 29' (öngól) Yarmolenko 69' |

| Arena Thun, Thun Játékvezető: Clément Turpin (francia) |

| 2013. november 28. 19:00 |

| KRC Genk                                          | 3–1               | Dinamo Kijiv  |
| ------------------------------------------------- | ----------------- | ------------- |
| Vossen 17' (11-esből) Kumordzi 37' De Ceulaer 40' | (3–1) Jegyzőkönyv | Yarmolenko 9' |

| Cristal Arena, Genk Játékvezető: Duarte Gomes (portugál) |

| 2013. november 28. 19:00 |

| Rapid Wien            | 2–1               | FC Thun   |
| --------------------- | ----------------- | --------- |
| Boyd 17' Bošković 64' | (1–0) Jegyzőkönyv | Sadik 62' |

| Ernst Happel Stadion, Bécs Játékvezető: Paweł Gil (lengyel) |

| 2013. december 12. 21:05 |

| Dinamo Kijiv                   | 3–1               | Rapid Wien |
| ------------------------------ | ----------------- | ---------- |
| Lens 22' Husyev 28' Veloso 70' | (2–1) Jegyzőkönyv | Boyd 6'    |

| Olimpiai Stadion, Kijev Játékvezető: Björn Kuipers (holland) |

| 2013. december 12. 21:05 |

| FC Thun | 0–1               | KRC Genk   |
| ------- | ----------------- | ---------- |
|         | (0–1) Jegyzőkönyv | Vossen 31' |

| Arena Thun, Thun Játékvezető: Alexandru Tudor (román) |

### H csoport
| Csapat         | M | Gy | D | V | G+ | G– | Gk | P  |
| -------------- | - | -- | - | - | -- | -- | -- | -- |
| Sevilla FC     | 6 | 3  | 3 | 0 | 9  | 4  | +5 | 12 |
| Slovan Liberec | 6 | 2  | 3 | 1 | 9  | 8  | +1 | 9  |
| SC Freiburg    | 6 | 1  | 3 | 2 | 5  | 8  | –3 | 6  |
| Estoril Praia  | 6 | 0  | 3 | 3 | 5  | 8  | –3 | 3  |

|                | SEV | FRE | EST | LIB |
| -------------- | --- | --- | --- | --- |
| Sevilla FC     |     | 2–0 | 1–1 | 1–1 |
| SC Freiburg    | 0–2 |     | 1–1 | 2–2 |
| Estoril Praia  | 1–2 | 0–0 |     | 1–2 |
| Slovan Liberec | 1–1 | 1–2 | 2–1 |     |

| 2013. szeptember 19. 21:05 |

| SC Freiburg                         | 2–2               | Slovan Liberec               |
| ----------------------------------- | ----------------- | ---------------------------- |
| Schuster 23' (11-esből) Mehmedi 35' | (2–0) Jegyzőkönyv | Kalytvyntsev 67' Rabušic 74' |

| Mage Solar Stadion, Freiburg Játékvezető: Cristian Balaj (román) |

| 2013. szeptember 19. 21:05 |

| Estoril Praia    | 1–2               | Sevilla FC             |
| ---------------- | ----------------- | ---------------------- |
| Bruno Miguel 61' | (0–0) Jegyzőkönyv | Machín 59' Gameiro 77' |

| Estádio António Coimbra da Mota, Estoril Játékvezető: Álón Jefet (izraeli) |

| 2013. október 3. 19:00 |

| Sevilla FC                         | 2–0               | SC Freiburg |
| ---------------------------------- | ----------------- | ----------- |
| Perotti 63' (11-esből) Bacca 90+1' | (0–0) Jegyzőkönyv |             |

| Estadio Ramón Sánchez Pizjuán, Sevilla Játékvezető: Vladislav Bezborodov (orosz) |

| 2013. október 3. 19:00 |

| Slovan Liberec      | 2–1               | Estoril Praia |
| ------------------- | ----------------- | ------------- |
| Šural 15' Kováč 62' | (1–1) Jegyzőkönyv | Leal 45'      |

| Stadion u Nisy, Liberec Játékvezető: Kenn Hansen (dán) |

| 2013. október 24. 19:00 |

| Slovan Liberec | 1–1               | Sevilla FC |
| -------------- | ----------------- | ---------- |
| Rabušic 20'    | (1–0) Jegyzőkönyv | Machín 88' |

| Stadion u Nisy, Liberec Játékvezető: Mike Dean (angol) |

| 2013. október 24. 19:00 |

| SC Freiburg | 1–1               | Estoril Praia |
| ----------- | ----------------- | ------------- |
| Darida 11'  | (1–0) Jegyzőkönyv | Sebá 53'      |

| Mage Solar Stadion, Freiburg Játékvezető: Stanislav Todorov (bolgár) |

| 2013. november 7. 21:05 |

| Sevilla FC  | 1–1               | Slovan Liberec |
| ----------- | ----------------- | -------------- |
| Perotti 29' | (1–0) Jegyzőkönyv | Pavelka 71'    |

| Estadio Ramón Sánchez Pizjuán, Sevilla Játékvezető: Szymon Marciniak (lengyel) |

| 2013. november 7. 21:05 |

| Estoril Praia | 0–0         | SC Freiburg |
| ------------- | ----------- | ----------- |
|               | Jegyzőkönyv |             |

| Estádio António Coimbra da Mota, Estoril Játékvezető: Marcin Borski (lengyel) |

| 2013. november 28. 19:00 |

| Slovan Liberec | 1–2               | SC Freiburg             |
| -------------- | ----------------- | ----------------------- |
| Rybalka 81'    | (0–1) Jegyzőkönyv | Ginter 23' Coquelin 73' |

| Stadion u Nisy, Liberec Játékvezető: Martin Hansson (svéd) |

| 2013. november 28. 19:00 |

| Sevilla FC | 1–1               | Estoril Praia    |
| ---------- | ----------------- | ---------------- |
| Gameiro 7' | (1–0) Jegyzőkönyv | R. Fernandes 90' |

| Estadio Ramón Sánchez Pizjuán, Sevilla Játékvezető: Anasztásziosz Szidirópulosz (görög) |

| 2013. december 12. 21:05 |

| SC Freiburg | 0–2               | Sevilla FC               |
| ----------- | ----------------- | ------------------------ |
|             | (0–1) Jegyzőkönyv | Iborra 40' Rusescu 90+4' |

| Mage Solar Stadion, Freiburg Játékvezető: Tony Chapron (francia) |

| 2013. december 12. 21:05 |

| Estoril Praia | 1–2               | Slovan Liberec        |
| ------------- | ----------------- | --------------------- |
| Sebá 82'      | (0–1) Jegyzőkönyv | Šural 18' Rabušic 70' |

| Estádio António Coimbra da Mota, Estoril Játékvezető: Halis Özkahya (török) |

### I csoport
| Csapat               | M | Gy | D | V | G+ | G– | Gk | P  |
| -------------------- | - | -- | - | - | -- | -- | -- | -- |
| Olympique Lyonnais   | 6 | 3  | 3 | 0 | 6  | 3  | +3 | 12 |
| Real Betis           | 6 | 2  | 3 | 1 | 3  | 2  | +1 | 9  |
| Vitória de Guimarães | 6 | 1  | 2 | 3 | 6  | 5  | +1 | 5  |
| Rijeka               | 6 | 0  | 4 | 2 | 2  | 7  | –5 | 4  |

|                      | LYO | BET | VIT | RIJ |
| -------------------- | --- | --- | --- | --- |
| Olympique Lyonnais   |     | 1–0 | 1–1 | 1–0 |
| Real Betis           | 0–0 |     | 1–0 | 0–0 |
| Vitória de Guimarães | 1–2 | 0–1 |     | 4–0 |
| Rijeka               | 1–1 | 1–1 | 0–0 |     |

| 2013. szeptember 19. 21:05 |

| Real Betis | 0–0         | Olympique Lyonnais |
| ---------- | ----------- | ------------------ |
|            | Jegyzőkönyv |                    |

| Benito Villamarín, Sevilla Játékvezető: Stefan Johannesson (svéd) |

| 2013. szeptember 19. 21:05 |

| Vitória de Guimarães                              | 4–0               | Rijeka |
| ------------------------------------------------- | ----------------- | ------ |
| Ba 36' Plange 48' Maâzou 68' (11-esből) André 81' | (1–0) Jegyzőkönyv |        |

| Estádio D. Afonso Henriques, Guimarães Játékvezető: Aleksei Kulbakov (fehérorosz) |

| 2013. október 3. 19:00 |

| Rijeka    | 1–1               | Real Betis  |
| --------- | ----------------- | ----------- |
| Benko 10' | (1–1) Jegyzőkönyv | Cedrick 14' |

| Stadion Kantrida, Fiume Játékvezető: Serhiy Boyko (ukrán) |

| 2013. október 3. 19:00 |

| Olympique Lyonnais | 1–1               | Vitória de Guimarães |
| ------------------ | ----------------- | -------------------- |
| Gonalons 53'       | (0–1) Jegyzőkönyv | Maâzou 39'           |

| Stade de Gerland, Lyon Játékvezető: Florian Meyer (német) |

| 2013. október 24. 19:00 |

| Olympique Lyonnais | 1–0               | Rijeka |
| ------------------ | ----------------- | ------ |
| Grenier 65'        | (0–0) Jegyzőkönyv |        |

| Stade de Gerland, Lyon Játékvezető: Artur Soares Dias (portugál) |

| 2013. október 24. 19:00 |

| Real Betis  | 1–0               | Vitória de Guimarães |
| ----------- | ----------------- | -------------------- |
| Vadillo 50' | (0–0) Jegyzőkönyv |                      |

| Benito Villamarín, Sevilla Játékvezető: Michael Koukoulakis (görög) |

| 2013. november 7. 21:05 |

| Rijeka       | 1–1               | Olympique Lyonnais |
| ------------ | ----------------- | ------------------ |
| Kramarić 21' | (1–1) Jegyzőkönyv | Pléa 14'           |

| Stadion Kantrida, Fiume Játékvezető: Álón Jefet (izraeli) |

| 2013. november 7. 21:05 |

| Vitória de Guimarães | 0–1               | Real Betis  |
| -------------------- | ----------------- | ----------- |
|                      | (0–0) Jegyzőkönyv | Chuli 90+4' |

| Estádio D. Afonso Henriques, Guimarães Játékvezető: Paolo Mazzoleni (olasz) |

| 2013. november 28. 19:00 |

| Olympique Lyonnais | 1–0               | Real Betis |
| ------------------ | ----------------- | ---------- |
| Gomis 66'          | (0–0) Jegyzőkönyv |            |

| Stade de Gerland, Lyon Játékvezető: Andre Marriner (angol) |

| 2013. november 28. 19:00 |

| Rijeka | 0–0         | Vitória de Guimarães |
| ------ | ----------- | -------------------- |
|        | Jegyzőkönyv |                      |

| Stadion Kantrida, Fiume Játékvezető: Kristinn Jakobsson (izlandi) |

| 2013. december 12. 21:05 |

| Real Betis | 0–0         | Rijeka |
| ---------- | ----------- | ------ |
|            | Jegyzőkönyv |        |

| Benito Villamarín, Sevilla Játékvezető: Danny Makkelie (holland) |

| 2013. december 12. 21:05 |

| Vitória de Guimarães | 1–2               | Olympique Lyonnais             |
| -------------------- | ----------------- | ------------------------------ |
| Tómané 11'           | (1–0) Jegyzőkönyv | Gomis 62' (11-esből) Ferri 65' |

| Estádio D. Afonso Henriques, Guimarães Játékvezető: Matej Jug (szlovén) |

### J csoport
| Csapat         | M | Gy | D | V | G+ | G– | Gk | P  |
| -------------- | - | -- | - | - | -- | -- | -- | -- |
| Trabzonspor    | 6 | 4  | 2 | 0 | 13 | 6  | +7 | 14 |
| Lazio          | 6 | 3  | 3 | 0 | 8  | 4  | +4 | 12 |
| AÉ Lemeszú     | 6 | 1  | 1 | 4 | 5  | 10 | –5 | 4  |
| Legia Warszawa | 6 | 1  | 0 | 5 | 2  | 8  | –6 | 3  |

|                | LAZ | TRA | LEG | LEM |
| -------------- | --- | --- | --- | --- |
| Lazio          |     | 0–0 | 1–0 | 2–1 |
| Trabzonspor    | 3–3 |     | 2–0 | 4–2 |
| Legia Warszawa | 0–2 | 0–2 |     | 0–1 |
| AÉ Lemeszú     | 0–0 | 1–2 | 0–2 |     |

| 2013. szeptember 19. 21:05 |

| AÉ Lemeszú            | 1–2               | Trabzonspor             |
| --------------------- | ----------------- | ----------------------- |
| Sangoy 18' (11-esből) | (1–1) Jegyzőkönyv | Malouda 19' Erdoğan 86' |

| GSZP Stadion, Nicosia Játékvezető: Antonio Mateu Lahoz (spanyol) |

| 2013. szeptember 19. 21:05 |

| Lazio        | 1–0               | Legia Warszawa |
| ------------ | ----------------- | -------------- |
| Hernanes 53' | (0–0) Jegyzőkönyv |                |

| Olimpiai Stadion, Róma Játékvezető: Kristinn Jakobsson (izlandi) |

| 2013. október 3. 19:00 |

| Legia Warszawa | 0–1               | AÉ Lemeszú |
| -------------- | ----------------- | ---------- |
|                | (0–0) Jegyzőkönyv | Sangoy 56' |

| Lengyel Hadsereg Stadion, Varsó Játékvezető: Kristinn Jakobsson (izlandi) |

| 2013. október 3. 19:00 |

| Trabzonspor                                     | 3–3               | Lazio                      |
| ----------------------------------------------- | ----------------- | -------------------------- |
| Erdoğan 12' Mierzejewski 22' Paulo Henrique 35' | (3–1) Jegyzőkönyv | Onazi 29' Floccari 84' 85' |

| Hüseyin Avni Aker Stadion, Trabzon Játékvezető: Martin Hansson (svéd) |

| 2013. október 24. 19:00 |

| Trabzonspor       | 2–0               | Legia Warszawa |
| ----------------- | ----------------- | -------------- |
| Janko 7' Adın 83' | (1–0) Jegyzőkönyv |                |

| Hüseyin Avni Aker Stadion, Trabzon Játékvezető: Vladislav Bezborodov (orosz) |

| 2013. október 24. 19:00 |

| AÉ Lemeszú | 0–0         | Lazio |
| ---------- | ----------- | ----- |
|            | Jegyzőkönyv |       |

| GSZP Stadion, Nicosia Játékvezető: Jorge Sousa (portugál) |

| 2013. november 7. 21:05 |

| Legia Warszawa | 0–2               | Trabzonspor                 |
| -------------- | ----------------- | --------------------------- |
|                | (0–0) Jegyzőkönyv | Júnior 71' (öngól) Adın 79' |

| Lengyel Hadsereg Stadion, Varsó Játékvezető: Ruddy Buquet (francia) |

| 2013. november 7. 21:05 |

| Lazio            | 2–1               | AÉ Lemeszú   |
| ---------------- | ----------------- | ------------ |
| Floccari 14' 37' | (2–1) Jegyzőkönyv | Papoulis 39' |

| Olimpiai Stadion, Róma Játékvezető: Bobby Madden (skót) |

| 2013. november 28. 19:00 |

| Trabzonspor                  | 4–2               | AÉ Lemeszú                        |
| ---------------------------- | ----------------- | --------------------------------- |
| Adın 23' 61' 83' Aydoğdu 25' | (2–0) Jegyzőkönyv | Abraham 68' Sangoy 80' (11-esből) |

| Hüseyin Avni Aker Stadion, Trabzon Játékvezető: Manuel Gräfe (német) |

| 2013. november 28. 19:00 |

| Legia Warszawa | 0–2               | Lazio                  |
| -------------- | ----------------- | ---------------------- |
|                | (0–1) Jegyzőkönyv | Perea 24' Anderson 57' |

| Lengyel Hadsereg Stadion, Varsó Játékvezető: Kevin Blom (holland) |

| 2013. december 12. 21:05 |

| AÉ Lemeszú | 0–2               | Legia Warszawa           |
| ---------- | ----------------- | ------------------------ |
|            | (0–1) Jegyzőkönyv | Jodłowiec 8' Brzyski 63' |

| GSZP Stadion, Nicosia Játékvezető: Robert Schörgenhofer (osztrák) |

| 2013. december 12. 21:05 |

| Lazio | 0–0         | Trabzonspor |
| ----- | ----------- | ----------- |
|       | Jegyzőkönyv |             |

| Olimpiai Stadion, Róma Játékvezető: Clément Turpin (francia) |

### K csoport
| Csapat            | M | Gy | D | V | G+ | G– | Gk  | P  |
| ----------------- | - | -- | - | - | -- | -- | --- | -- |
| Tottenham Hotspur | 6 | 6  | 0 | 0 | 15 | 2  | +13 | 18 |
| Anzsi Mahacskala  | 6 | 2  | 2 | 2 | 4  | 7  | –3  | 8  |
| Sheriff Tiraspol  | 6 | 1  | 3 | 2 | 5  | 6  | –1  | 6  |
| Tromsø IL         | 6 | 0  | 1 | 5 | 1  | 10 | –9  | 1  |

|                   | TOT | MAH | SHE | TRO |
| ----------------- | --- | --- | --- | --- |
| Tottenham Hotspur |     | 4–1 | 2–1 | 3–0 |
| Anzsi Mahacskala  | 1–1 |     | 1–1 | 1–0 |
| Sheriff Tiraspol  | 0–2 | 0–0 |     | 2–0 |
| Tromsø IL         | 0–2 | 0–1 | 0–2 |     |

| 2013. szeptember 19. 21:05 |

| Sheriff Tiraspol | 0–0         | Anzsi Mahacskala |
| ---------------- | ----------- | ---------------- |
|                  | Jegyzőkönyv |                  |

| Sheriff Stadion, Tiraspol Játékvezető: Alan Kelly (ír) |

| 2013. szeptember 19. 21:05 |

| Tottenham Hotspur         | 3–0               | Tromsø IL |
| ------------------------- | ----------------- | --------- |
| Defoe 21' 29' Eriksen 86' | (2–0) Jegyzőkönyv |           |

| White Hart Lane, Tottenham Játékvezető: Libor Kovařík (cseh) |

| 2013. október 3. 19:00 |

| Tromsø IL | 0–2               | Sheriff Tiraspol     |
| --------- | ----------------- | -------------------- |
|           | (0–2) Jegyzőkönyv | Defoe 34' Chadli 39' |

| Alfheim Stadion, Tromsø Játékvezető: Bülent Yıldırım (török) |

| 2013. október 3. 19:00 |

| Anzsi Mahacskala | 1–1               | Tottenham Hotspur |
| ---------------- | ----------------- | ----------------- |
| Ondrášek 65'     | (0–0) Jegyzőkönyv | Ricardinho 87'    |

| Szaturn Stadion, Ramenszkoje Játékvezető: Simon Lee Evans (walesi) |

| 2013. október 24. 19:00 |

| Anzsi Mahacskala | 1–0               | Tromsø IL |
| ---------------- | ----------------- | --------- |
| Burmistrov 19'   | (1–0) Jegyzőkönyv |           |

| Szaturn Stadion, Ramenszkoje Játékvezető: Gediminas Mažeika (litván) |

| 2013. október 24. 19:00 |

| Sheriff Tiraspol | 0–2               | Tottenham Hotspur        |
| ---------------- | ----------------- | ------------------------ |
|                  | (0–1) Jegyzőkönyv | Vertonghen 12' Defoe 75' |

| Sheriff Stadion, Tiraspol Játékvezető: Liran Liany (izraeli) |

| 2013. november 7. 21:05 |

| Tromsø IL | 0–1               | Anzsi Mahacskala |
| --------- | ----------------- | ---------------- |
|           | (0–0) Jegyzőkönyv | Mkrtchyan 90+4'  |

| Alfheim Stadion, Tromsø Játékvezető: Danny Makkelie (holland) |

| 2013. november 7. 21:05 |

| Tottenham Hotspur               | 2–1               | Sheriff Tiraspol |
| ------------------------------- | ----------------- | ---------------- |
| Lamela 60' Defoe 67' (11-esből) | (0–0) Jegyzőkönyv | Isa 72'          |

| White Hart Lane, Tottenham Játékvezető: Kenn Hansen (dán) |

| 2013. november 28. 19:00 |

| Anzsi Mahacskala | 1–1               | Sheriff Tiraspol |
| ---------------- | ----------------- | ---------------- |
| Epureanu 58'     | (0–0) Jegyzőkönyv | Isa 52'          |

| Szaturn Stadion, Ramenszkoje Játékvezető: Libor Kovařík (cseh) |

| 2013. november 28. 19:00 |

| Tromsø IL | 0–2               | Tottenham Hotspur                |
| --------- | ----------------- | -------------------------------- |
|           | (0–0) Jegyzőkönyv | Čaušević 63' (öngól) Dembélé 76' |

| Alfheim Stadion, Tromsø Játékvezető: Yevhen Aranovskiy (ukrán) |

| 2013. december 12. 21:05 |

| Sheriff Tiraspol | 2–0               | Tromsø IL |
| ---------------- | ----------------- | --------- |
| Cadú 4' Isa 36'  | (2–0) Jegyzőkönyv |           |

| Sheriff Stadion, Tiraspol Játékvezető: Sébastien Delferiere (belga) |

| 2013. december 12. 21:05 |

| Tottenham Hotspur                        | 4–1               | Anzsi Mahacskala |
| ---------------------------------------- | ----------------- | ---------------- |
| Soldado 7' 16' 70' (11-esből) Holtby 54' | (2–1) Jegyzőkönyv | Ewerton 44'      |

| White Hart Lane, Tottenham Játékvezető: Stefan Johannesson (svéd) |

### L csoport
| Csapat           | M | Gy | D | V | G+ | G– | Gk | P  |
| ---------------- | - | -- | - | - | -- | -- | -- | -- |
| AZ               | 6 | 3  | 3 | 0 | 8  | 4  | +4 | 12 |
| PAÓK             | 6 | 3  | 3 | 0 | 10 | 6  | +4 | 12 |
| Makkabi Haifa    | 6 | 1  | 2 | 3 | 6  | 9  | –3 | 5  |
| Sahter Karagandi | 6 | 0  | 2 | 4 | 5  | 10 | –5 | 2  |

|                  | AZ  | PAÓK | HAI | KAR |
| ---------------- | --- | ---- | --- | --- |
| AZ               |     | 1–1  | 2–0 | 1–0 |
| PAÓK             | 2–2 |      | 3–2 | 2–1 |
| Makkabi Haifa    | 0–1 | 0–0  |     | 2–1 |
| Sahter Karagandi | 1–1 | 0–2  | 2–2 |     |

| 2013. szeptember 19. 21:05 |

| PAÓK                         | 2–1               | Sahter Karagandi     |
| ---------------------------- | ----------------- | -------------------- |
| Athanasiadis 75' Vukić 90+2' | (0–0) Jegyzőkönyv | Cañas 50' (11-esből) |

| Túmbasz Stadion, Szaloniki Játékvezető: Fredy Fautrel (francia) |

| 2013. szeptember 19. 21:05 |

| Makkabi Haifa | 0–1               | AZ              |
| ------------- | ----------------- | --------------- |
|               | (0–0) Jegyzőkönyv | Guðmundsson 70' |

| Kiryat Eliezer Stadium, Haifa Játékvezető: Robert Schörgenhofer (osztrák) |

| 2013. október 3. 18:00 |

| Sahter Karagandi            | 2–2               | Makkabi Haifa         |
| --------------------------- | ----------------- | --------------------- |
| Finonchenko 40' Tarasov 45' | (2–0) Jegyzőkönyv | Ezra 54' Turgeman 79' |

| Asztana Arena, Asztana Játékvezető: Vad István (magyar) |

| 2013. október 3. 19:00 |

| AZ             | 1–1               | PAÓK                |
| -------------- | ----------------- | ------------------- |
| Gouweleeuw 82' | (0–0) Jegyzőkönyv | Szalpingídisz 90+3' |

| AFAS Stadion, Alkmaar Játékvezető: Luca Banti (olasz) |

| 2013. október 24. 18:00 |

| Sahter Karagandi | 1–1               | AZ              |
| ---------------- | ----------------- | --------------- |
| Finonchenko 11'  | (1–1) Jegyzőkönyv | Guðmundsson 26' |

| Asztana Arena, Asztana Játékvezető: Yevhen Aranovskiy (ukrán) |

| 2013. október 24. 19:00 |

| PAÓK                                   | 3–2               | Makkabi Haifa         |
| -------------------------------------- | ----------------- | --------------------- |
| Vítor 35' Nínisz 39' Szalpingídisz 67' | (2–2) Jegyzőkönyv | Ndlovu 13' Golasa 21' |

| Túmbasz Stadion, Szaloniki Játékvezető: Fernando Teixeira Vitienes (spanyol) |

| 2013. november 7. 21:05 |

| AZ        | 1–0               | Sahter Karagandi |
| --------- | ----------------- | ---------------- |
| Ortiz 55' | (0–0) Jegyzőkönyv |                  |

| AFAS Stadion, Alkmaar Játékvezető: Martin Hansson (svéd) |

| 2013. november 7. 21:05 |

| Makkabi Haifa | 0–0         | PAÓK |
| ------------- | ----------- | ---- |
|               | Jegyzőkönyv |      |

| Kiryat Eliezer Stadium, Haifa Játékvezető: Felix Zwayer (német) |

| 2013. november 28. 16:00 |

| Sahter Karagandi | 0–2               | PAÓK                       |
| ---------------- | ----------------- | -------------------------- |
|                  | (0–0) Jegyzőkönyv | L. Pérez 54' Kitsiou 90+2' |

| Asztana Arena, Asztana Játékvezető: Serge Gumienny (belga) |

| 2013. november 28. 19:00 |

| AZ                           | 2–0               | Makkabi Haifa |
| ---------------------------- | ----------------- | ------------- |
| Gudelj 37' Guðmundsson 90+5' | (1–0) Jegyzőkönyv |               |

| AFAS Stadion, Alkmaar Játékvezető: Aleksei Kulbakov (fehérorosz) |

| 2013. december 12. 21:05 |

| PAÓK                                | 2–2               | AZ                            |
| ----------------------------------- | ----------------- | ----------------------------- |
| Lucas 37' (11-esből) Pozoglou 90+4' | (1–1) Jegyzőkönyv | Lam 31' Gorter 71' (11-esből) |

| Túmbasz Stadion, Szaloniki Játékvezető: Michael Oliver (angol) |

| 2013. december 12. 21:05 |

| Makkabi Haifa             | 2–1               | Sahter Karagandi     |
| ------------------------- | ----------------- | -------------------- |
| Gozlan 72' Abuhatzira 80' | (0–1) Jegyzőkönyv | Cañas 44' (11-esből) |

| Kiryat Eliezer Stadium, Haifa Játékvezető: Gediminas Mažeika (litván) |